# Антіохійський обряд
Антіо́хійський обря́д — сімейство літургій, спочатку використовуваних в Антіохійському патріархаті

## Літургії в Антіохійському обряді
Родина літургій включає апостольські постанови; потім святого Якова грецькою мовою, сирійської літургії святого Якова та інших західносірійських анафор. Далі лінія може бути продовжена до візантійського обряду (старша Літургія Василія Великого та пізніша і коротша літургія Івана Золотоустого), а через неї — до вірменського використання. Але вона вже не використовується в грецькому Антіохійському патріархаті.

## Літургія апостольських постанови
Апостольські постанови є важливим джерелом історії літургії в Антіохійському обряді. Цей текст містить два контури літургій, один у другій книзі та один у сьомій книзі, а також повну Літургію восьмої книги Апостольських конституцій, що є найдавнішою з відомих форм, яку можна охарактеризувати як повну літургію.
Усі літургії класу Антіохії дотримуються того самого загального порядку, що і апостольські постанови. Поступово підготовка приношення (протеза, слово, яке також використовується для таблиці вірності), перед початком фактичної літургії, перетворюється на складну службу. Підготовка до уроків (маленький Вхід) і перенесення приноси від Протези до вівтаря (Великий Вхід) стають урочистими процесіями, але контур літургії: Меса Катехуменів та їх відпуст; єктенія; Анафора, що починається словами «Право і справедливо» і переривається Санктусом ; слова Установи; Анамнез, Епіклезіс і прохання для всіх видів людей у цьому місці; Піднесення зі словами «Святі речі святим»; причастя, розподілене єпископом і дияконом (диякон, що має чашу); а потім остання молитва і звільнення — цей порядок характерний для всіх сирійських та палестинських звичок, і його дотримуються в похідних візантійських літургіях. Слід звернути увагу на два моменти апостольських конституцій. Жоден святий не згадується по імені, і немає нашого Отця . Згадування імен святих, особливо «Пресвятої Богородиці», значно поширилося серед католиків після Ефеського собору (431 р.), І молитви, що закликають її під цим титулом, були потім додані до всіх католицьких літургій. Апостольські конституції зберегли старішу форму, незмінну завдяки розвитку, який модифікує форми у реальному використанні. Пропуск молитви Господньої є цікавим і унікальним. У будь-якому разі це не має нічого спільного з відносною старовиною. У «Вченні дванадцяти апостолів» (VIII, ii, 3) людям пропонується молитися тричі на день «як Господь наказав у своєму Євангелії: Отче наш» тощо.

## Останні часи
Східні православні в Сирії та Палестині досі використовують сирійську літургію святого Якова, як і сирійські католики . Східні православні двох Патріархатів, Антіохійського та Єрусалимського, протягом багатьох століть використовували візантійський обряд . Як і більшість християн у спілкуванні з Константинополем, вони прийняли візантійський обряд (за винятком невеликої кількості в канонічних юрисдикціях, які використовують реконструйовані західні літургії). Не можна точно сказати, коли було відмовлено від старих вживань Візантії. Теодор Бальсамон каже, що до кінця ХІІ століття Єрусалимська церква дотримувалась візантійського обряду. На той час Антіохія також, безсумнівно, наслідувала їхній приклад. Однак є два невеликі винятки. На острові Закінф і в самому Єрусалимі грецька літургія св. Якова вживалася одного дня щороку, 23 жовтня, у свято св. Якова, «брата Божого». Він досі так використовується на Закінтосі, і в 1886 р. Діонісіос Латас, митрополит Закінфський, опублікував його видання з практичних цілей. В Єрусалимі зник навіть цей залишок старого вжитку. Але в 1900 році патріарх Даміанос відродив його на один день у році, не 23 жовтня, а 31 грудня. Вперше його знову відзначили у 1900 році (30 грудня як виняток) у церкві Богословської колегії Святого Хреста. Архієпископ ріки Йордан Епіфаній, який святкував, допомагав низка священиків. Було використано видання Latas, але архімандриту Хризостому Пападопулосу було доручено підготувати інше і більш правильне видання (Échos d'Orient, IV, 247, 248).
- Зрештою, зауважимо, що мароніти використовують сирійський святий Яків із значними змінами, і що візантійський обряд, а також вірменські православні літургії, є похідними від Антіохійського.